# Railway Collision Avoidance System
Railway Collision Avoidance System (RCAS) je systém umožňující zabránit kolizím na železničních tratích. Systém vyvinulo Německé centrum letectví a kosmonautiky (DLR). Systém je inspirován systémy pro předcházení kolizí v letectví a v lodní dopravě.

## Historie
V roce 2010 se uskutečnily testy systému v testovacím centru Wegberg-Wildenrath Byly testovány tři situace se dvěma vlaky:
- dva vedle sebe jedoucí vlaky přibližující se ke společnému jednokolejovému úseku
- jeden vlak blížící se k výhybkám, za kterými jedna kolej byla obsazená a druhá volná, ale nebylo jasné, jak byly nastavené výhybky
- jeden vlak stál v blízkosti výhybek, ale nepředstavoval riziko

V roce 2016 byl systém testován s vysokorychlostními vlaky na trati Řím-Neapol.

## Princip činnosti
- systém zaznamenává polohu, rychlost, schopnost brzdění a přebytek průjezdného průřezu vlaku[4][5]
- pro určení polohy vlaku a určení, po které koleji se vlak pohybuje, jsou využity GPS a inerciální měřicí jednotka[1]
- informace o vlaku jsou posílány vlakům v okolí do vzdálenosti 5 km přímo[4][1][6][5]
- vlak přijímající tyto informace je porovná s vlastními informacemi[4][5]
- v případě vyhodnocení kritické situace je upozorněn řidič nebo je spuštěn brzdicí proces[4]
- v případě detekce možné kolize jsou odeslány varovné zprávy ostatním vlakům[6]
- systémem mohou být vybavena i stavební vozidla a vozidla údržby pro traťové dělníky[4]
- systém si může vytvářet mapy kolejí během provozu nebo může využívat už připravené mapy[1]